# 戚雅仙
戚雅仙（1928年2月—2003年1月27日），原名戚爱英，浙江余姚人，生于上海，中国越剧表演艺术家。越剧中“戚派”的创立者。

## 生平
1928年2月，出生于上海，家境清贫。
1941年，入上海陶叶剧团科班，学习越剧，辈分为雅字辈，故更名雅仙。擅长表演青衣、花旦，会功夫。
1944年，入芳华剧团。1947年，入玉兰剧团。1948年，入云华剧团。
1950年2月，参加组建合作越剧团。1950年秋，任合作越剧团团长。
1980年，任静安越剧团团长。

## 代表作品
- 《玉蜻蜓》
- 《文姬归汉》
- 《玉堂春》
- 《血手印》
- 《琵琶记》
- 《卓文君》
- 《龙凤花烛》
- 《白蛇传》
- 《王老虎抢亲》

## 荣誉
- 1954年，饰婵娟，与尹桂芳搭配合演《屈原》，此剧荣获华东地区戏曲会演一等奖
- 1995年，荣获第三届中国唱片总公司金唱片奖。

## 弟子
主要弟子有周雅琴，朱祝芬，徐洁明，傅幸文，金静，朱蔺，王杭娟，钱丽文，周美姣等。